# 김성재 (가수)
김성재(金成宰, 1972년 4월 18일 ~ 1995년 11월 20일)는 대한민국의 가수, 래퍼, 작사가였다. 이현도와 함께 듀스를 결성하여 많은 인기를 얻었으며, 듀스 해체 이후에는 솔로 음반을 발표하기도 했다.
생전에 신장은 180cm이고 체중은 65kg이었던 그는 초등학교 시절과 중학교 시절에 일본 도쿄 요요기 우에하라에 살았고, 호(號)는 범아(凡兒)이다.

## 학력
- 삼성초등학교(전학) → 서울도곡초등학교(전학) → 서울대도초등학교(전학) → 서울언북초등학교(전학) → 일본 도쿄 시부야 우에하라 소학교 졸업
- 일본 도쿄 세인트 메리 국제학교 중학부(전학) → 일본 도쿄 한국중학교 졸업
- 상문고등학교(전학) → 한인고등학교 졸업
- 한양대학교 관광학과 명예 학사

## 가족 관계
- 동생: 김성욱(金成旭, 가수, 작사가, 뮤지컬 배우, 연극 조연출가, 영화배우. 명지대학교 건축학과 학사 출신.)
- 조카: 김혜라(동생 김성욱의 딸)

## 인간 관계
- 구준엽, 강원래, 현진영, 이현도, 이탁과 친구 관계를 유지하였다.

## 솔로 발표 앨범
- 말하자면(1집, 1995년)

김성재의 첫번째 솔로 음반이자 마지막 유작이 되어버린 음반이다. 듀스의 구성원이자 그의 친구였던 이현도가 전곡을 프로듀싱하여 듀스의 음악 연장선에 있다. 안타깝게도 김성재의 죽음을 예시하는 노래 제목들로 인해 그의 죽음을 더욱 아쉽게 하기도 했다. (대표곡 - 말하자면, 마지막 노래를 들어줘)
- 듀스-DEUX FOREVER(베스트 앨범, 1996년)

김성재가 속해 있던 듀스의 마지막 음반이자 김성재의 유작인 "사랑, 두려움"이 수록된 음반이다. 듀스의 멤버인 이현도는 듀스시절의 곡들은 물론 김성재의 솔로음반에 수록된 "말하자면"과 원래 솔로음반의 타이틀로 예정되었으나 녹음이 완성되지 않았던 "사랑두려움"까지 수록된 모든 곡을 재편곡하여 친구인 김성재의 목소리와 새로 녹음된 이현도 자신의 목소리를 합치는 정성스런 작업을 하여 그들의 마지막 추억을 기록하였다. (대표곡 - 사랑두려움)
- 2009 말하자면 by 이현도<SJ Remix>(싱글, 2009년)

2009년 2월 새롭게 선보이는 이탈리아 프리미엄진 브랜드인 "리플레이"의 한국론칭의 첫 모델로 김성재가 발탁되어 숱한 화제를 모았다. 또한 그의 친한 친구인 듀스의 멤버, 이현도 또한 그의 컴백을 기념하여 "리플레이"의 한국론칭의 CF음악을 선물한다. 이현도는 그의 RMC소속의 음악파트너인 "Donnie J(장동균)"과 함께 "말하자면"을 2009년의 트랜드에 맞게 새롭게 편곡하였으며, 이전에 발표되었던 듀스의 베스트음반인 "DEUX FOREVER"음반과 같이 1절은 김성재가 2절은 이현도가 부른다. 그리고 후반부에는 듀스의 3집인 "Force DEUX"에 수록된 "상처"의 김성재 솔로 보컬이 삽입되어 더욱 그에 대한 그리움을 배가시킨다.

## 사망
듀스 해체 이후, 김성재는 미국에서 귀국하여 1995년 11월 19일 첫번째 솔로 음반 '말하자면'을 발표, SBS 《'생방송 TV가요 20'》에 출연하였다. 공연을 끝내고 당시 숙소였던 서울 서대문구 홍은동의 그랜드 힐튼 서울(현 스위스 그랜드 호텔)로 돌아왔다. 그러던 중 갑자기 다음 날 숨진 채 발견되었다. 향년 23세.

### 사망 전과 후의 과정들
- 1995년 11월 15일

김성재 첫 솔로 활동을 위해 미국 흑인 백댄서들과 함께 미국에서 귀국.
- 1995년 11월 19일

김성재 미국 흑인 백댄서들과 함께 SBS 《'생방송 TV가요 20'》에서 첫 솔로곡 "말하자면"을 발표. 공연을 끝낸 후, 백댄서들과 함께 서울 서대문구 홍은동의 스위스 그랜드 호텔(현 그랜드 힐튼 호텔 서울)로 돌아옴. 당시 김성재의 숙소에는 매니저와 백댄서, 흑인백댄서 2명과 여자친구 등 총 9명이 묵었다.
- 1995년 11월 20일

오전 7시쯤, 김성재가 서울 서대문구 홍은동의 스위스 그랜드 호텔(현 그랜드 힐튼 호텔 서울)에서 숨진 채 발견됨. 발견 당시 초동수사를 실시한 경찰은 김성재의 팔에는 4개의 주삿바늘 자국을 확인하였다. 그 후 검시의가 11개를 추가 확인보고하였다. 그러나 이후 부검을 통해 28개의 주삿바늘 자국이 확인되었으며 특히 28개의 주삿바늘은 사이즈가 달라 동시 발생에 대한 의혹이 제기되었다. 이에 경찰은 김성재의 사인을 약물 과다복용으로 인한 자살로 추정했다.
이후 빈소는 여의도 성모병원에 치러졌으며, 가수 동료 연예인들과 소녀 팬들이 조문하였다. 특히 '듀스'의 멤버이자 절친 이현도는 김성재의 빈소 앞에서 오열해 보는 이들을 안타깝게 만들기도 했다.
- 1995년 11월 21일

국립과학수사연구소, 김성재의 사인(사망 원인)을 극도의 흥분상태에서 '청장년 급사증후군'으로 사망했다고 판정했다.
- 1995년 11월 24일

오전 7시 서울 여의도 성모병원 영안실에서 출발한 운구차는 경기도 벽제로 옮겨진 후, 시신은 그 곳의 화장장으로 치러졌다. 이날 장례행렬은 가는 눈발이 날리고 100여명의 소녀팬들이 따르는 가운데 영안실을 출발해 소속사 뮤즈기획이 있는 라이프 오피스텔을 시작으로 MBC, KBS를 차례로 돈 뒤, 오전 9시 SBS 등촌동사옥에서 노제를 지냈다.
유골은 김성재가 평소 살고 싶은 곳이라고 입버릇처럼 말했던 경상북도 문경새재에 뿌려졌고 경기도 성남시 분당구 남서울공원묘지에 그의 추모용 별도 가묘가 세워졌다. 듀스와도 우정의 경쟁을 벌였었던 댄스 그룹 룰라와 노이즈가 자리를 함께 했다. 김성재의 첫 솔로 음반이자 유작 앨범인 "말하자면"은 그의 시신과 함께 화장됐으며 당초 앨범 출시일로 잡았던 1995년 11월 21일보다 3일 늦춰진 이 날 발매되었다.
- 1995년 12월 5일

국립과학수사연구소 김성재의 시신에서 마약성 동물마취제 졸레틸을 검출함.
- 1995년 12월 7일

경찰, 김성재의 주변인물(매니저, 백댄서, 여자친구)들의 집들을 압수수색, 출국금지를 법무부에 요청함.
- 1995년 12월 9일

경찰, 김성재의 여자친구를 긴급 구속함.
- 1996년 2월 8일

김성재의 사인을 두고 경찰과 검찰, 김성재 여자친구의 변호사와 대립함.
- 1996년 6월 5일

법원, 1심에서 김성재의 여자친구에게 무기징역을 선고함.
- 1996년 11월 5일

법원, 2심에서 김성재의 여자친구에게 무죄를 선고함.
- 1998년 2월 25일

법원, 3심에서 2심의 선고에 따라 김성재의 여자친구에게 무죄 확정을 선고함.

## 발견 당시, 부검 결과
데뷔 다음날 아침, 김성재가 거실에서 죽은 채 로드매니저에 의해 발견되었으며, 당시 출동했던 119 구급대원은 김성재의 경동맥을 진단하였으나, 김성재가 사망했다고 단정하지 못해 병원으로 후송을 하였다. 당시 김성재의 체온이 하강한 상태가 아니었으며, 피해자를 처음 진단한 간호사가 측정한 바에 따르면 김성재의 체온은 36도 정도였다.
당시 김성재의 오른팔에는 육안으로 확인 가능한 주사자국이 4개가 있었는데, 이후 검시의에 의해 11개가 더 발견되었고, 부검의에 의해 13개의 자국이 더 발견되면서 총 28개의 주삿바늘 자국이 확인되었다. 또한 김성재의 시신에서는 마약성 마취제 성분인 틸레타민과 졸라제팜이 검출되었다.
사고 당시 약물 과다복용으로 인한 자살로 판단했던 결과, 경찰의 초동수사 미비로 현장 증거물들이 상당부분 확보되지 못했다. 경찰은 주사기 등 물적 증거물들을 확보하지 못했고 호텔내의 폐쇄회로 필름은 시간이 지나 자동 삭제된 상태였다. 그러나 동물병원장이 김성재의 여자친구가 약품을 사갔다는 제보가 나오면서 상황이 급변하게 되었다.
그러나 김성재의 혈액에서 검출된 마약의 농도가 중독의 수치이며, 여자친구가 사간 약물 1병으로는 해당 수치가 나올 수 없다는 이유로 여자친구가 무죄로 판결되면서 이 사건은 약물 과다 투여로 인한 사고사로 종결된다. 김성재의 몸에서 발견되었던 졸레틸은 한국에서 2015년에 마약으로 지정되었다.

## 논란
1995년 4월 25일자 연합뉴스에는 김성재의 병역면제 관련 기사가 게시되었다. <그룹 '듀스' 병역법 위반여부 수사> 라고 25일 인기그룹 듀스의 멤버 이현도와 김성재에 대해 병역법 위반 여부를 수사한다는 기사가 실렸다. 듀스 김성재 역시 가족과 함께 1994년 아르헨티나로 이민, 아르헨티나의 영주권을 갖고 있어 병역면제 처분을 받았다고 진술했기 때문이다.  뿐만 아니라, 김성재는 이후 병역문제가 불거지고 검찰 조사가 시작되자 불현듯 대한민국 국적을 말소하고 아르헨티나의 국적을 얻은 바 있다.
김성재 몸에서 발견되었던 약물 졸레틸은 졸라제팜, 틸레타민 복합제인데, 졸레틸의 마약남용사례들이 잇달아 사회적 문제가 됨으로써 1987년 미국에서는 이미 마약으로 등재되어 있던 약물이다. 대한민국에서도 2015년 2월 28일 마약류관리에 관한 법률의 향정신성의약품으로 지정 관리된 것이다. 마약이 아니고 극약이라고 주장하며 여자친구의 유죄를 주장해 왔던 유가족 및 팬들의 주장에 치명적 결함이 되고 말았다.
2019년 8월 3일 SBS 시사 교양 프로그램 <그것이 알고싶다>에서 해당 사건을 재조명하는 내용을 방송할 예정이었으나, 채권자의 명예 등 인격을 이유로 방송금지가처분 신청이 제기되었고, 서울남부지법 민사합의 51부는 이를 인용하였다. 이에 국민의 알권리 침해, 사전 검열 등을 이유로 SBS 측은 유감을 표했고, 청와대 게시판을 통해 국민청원이 진행되었지만, 결국 SBS 그것이 알고싶다 팀은 이에 대해 더 이상 항소할 계획이 없다고 답했다.

## 사망으로 인한 에피소드
김성재는 사망하기 직전 청바지 브랜드 스톰(STORM) 모델로 발탁되었다. 그러나 김성재가 스톰의 CF 촬영 직전 갑작스럽게 사망하는 바람에 그 대신 당시 무명인 소지섭과 송승헌이 대체되었다. 이로 인하여 소지섭과 송승헌이 일약 스타덤에 올랐다.

## 같이 보기
- 듀스 (음악 그룹)